# Escaphiella catemaco
Escaphiella catemaco là một loài nhện trong họ Oonopidae.
Loài này thuộc chi Escaphiella. Escaphiella catemaco được miêu tả năm 2009 bởi Norman I. Platnick & Dupérré.